# Roosevelt Island Tramway
De Roosevelt Island Tramway is een gondelbaan in New York, die Manhattan en Roosevelt Island met elkaar verbindt. De gondelbaan overspant de East River ter hoogte van Queensboro Bridge.
De Tramway werd geopend in 1976. Het was de eerste gondelbaan in de Verenigde Staten die ingezet werd als openbaar vervoermiddel. Na een negen maanden durende renovatie werd de verbinding in maart 2013 opnieuw geopend.

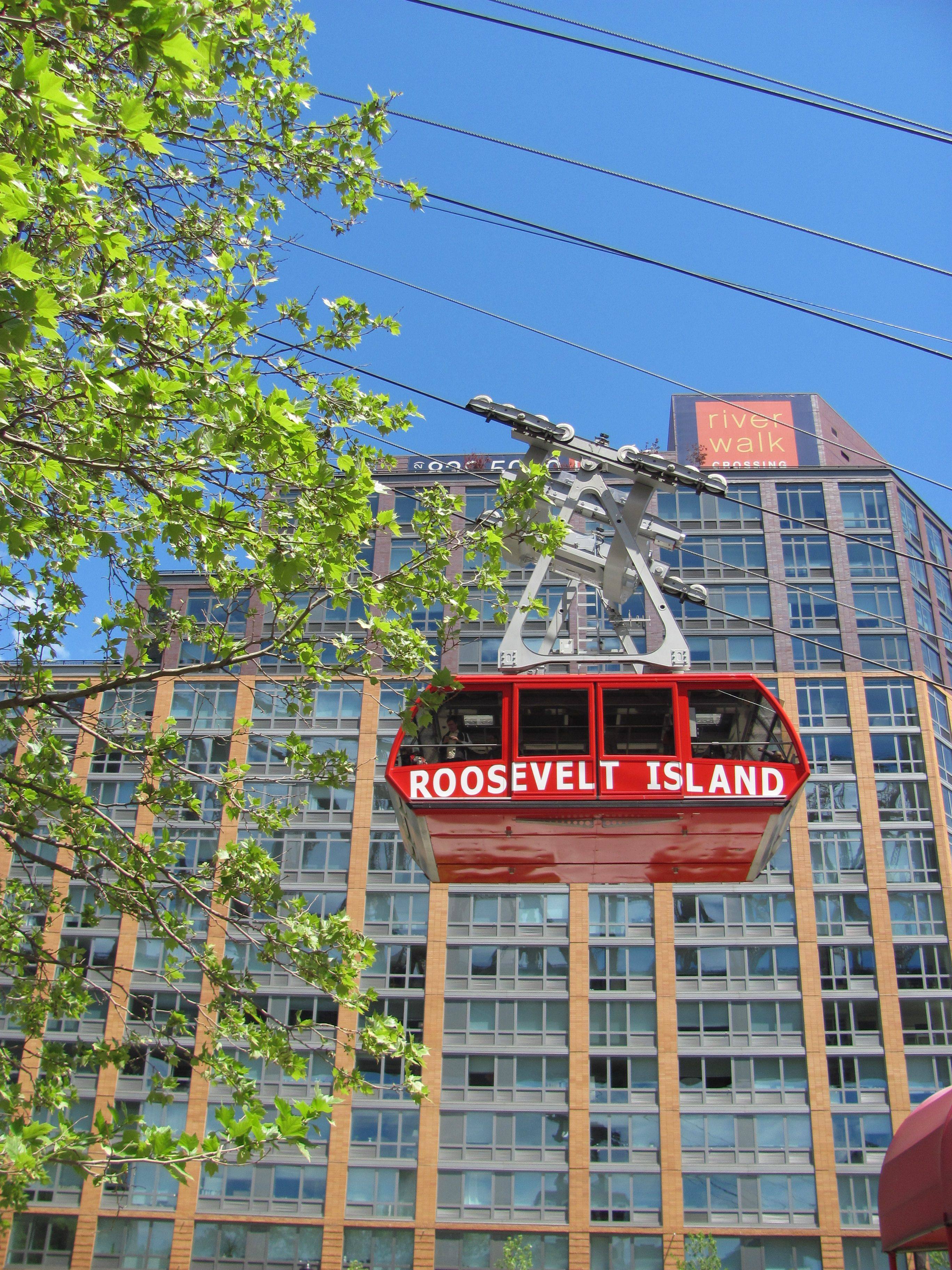
Gondel
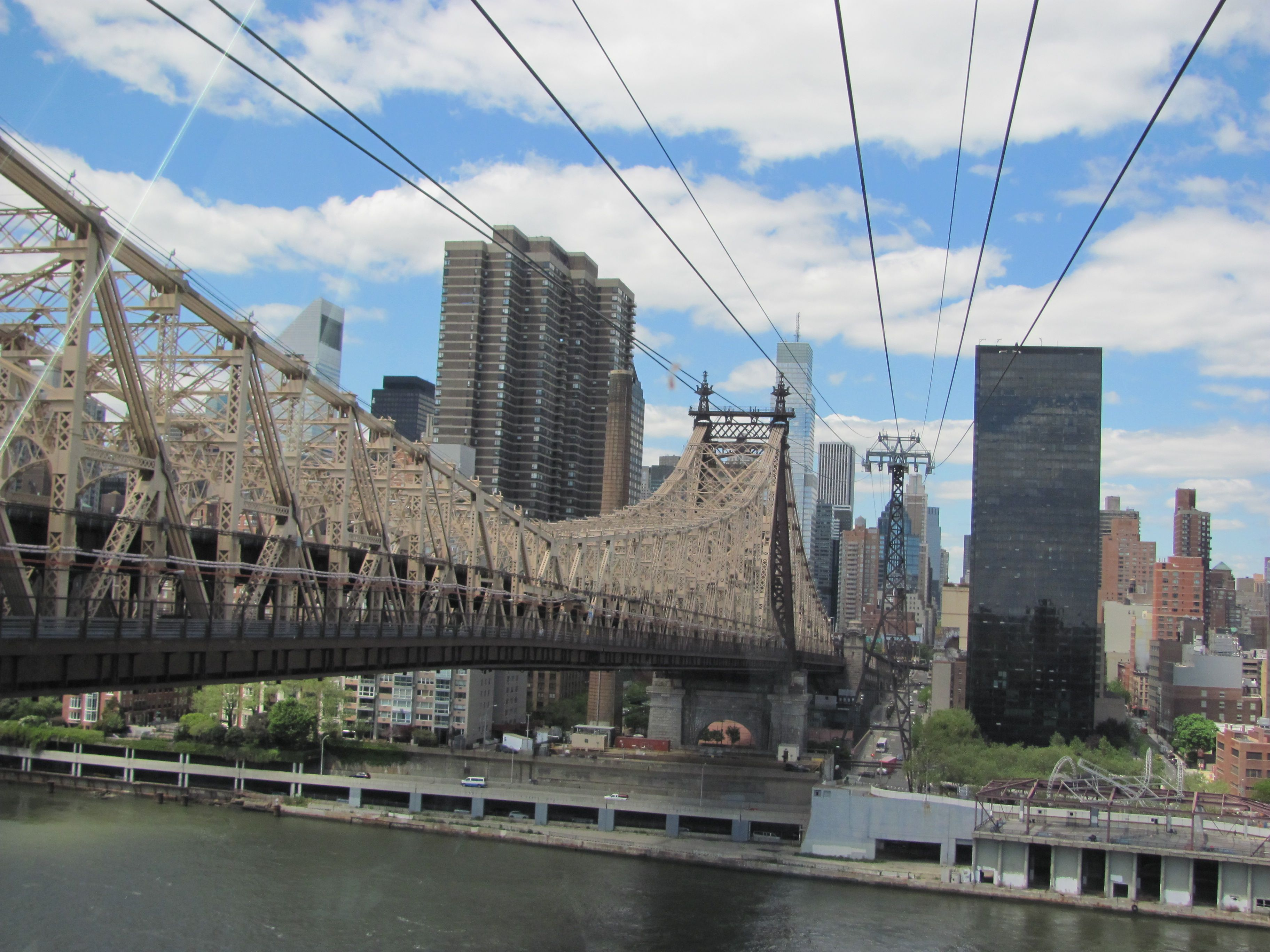
Uitzicht vanuit de kabelbaan
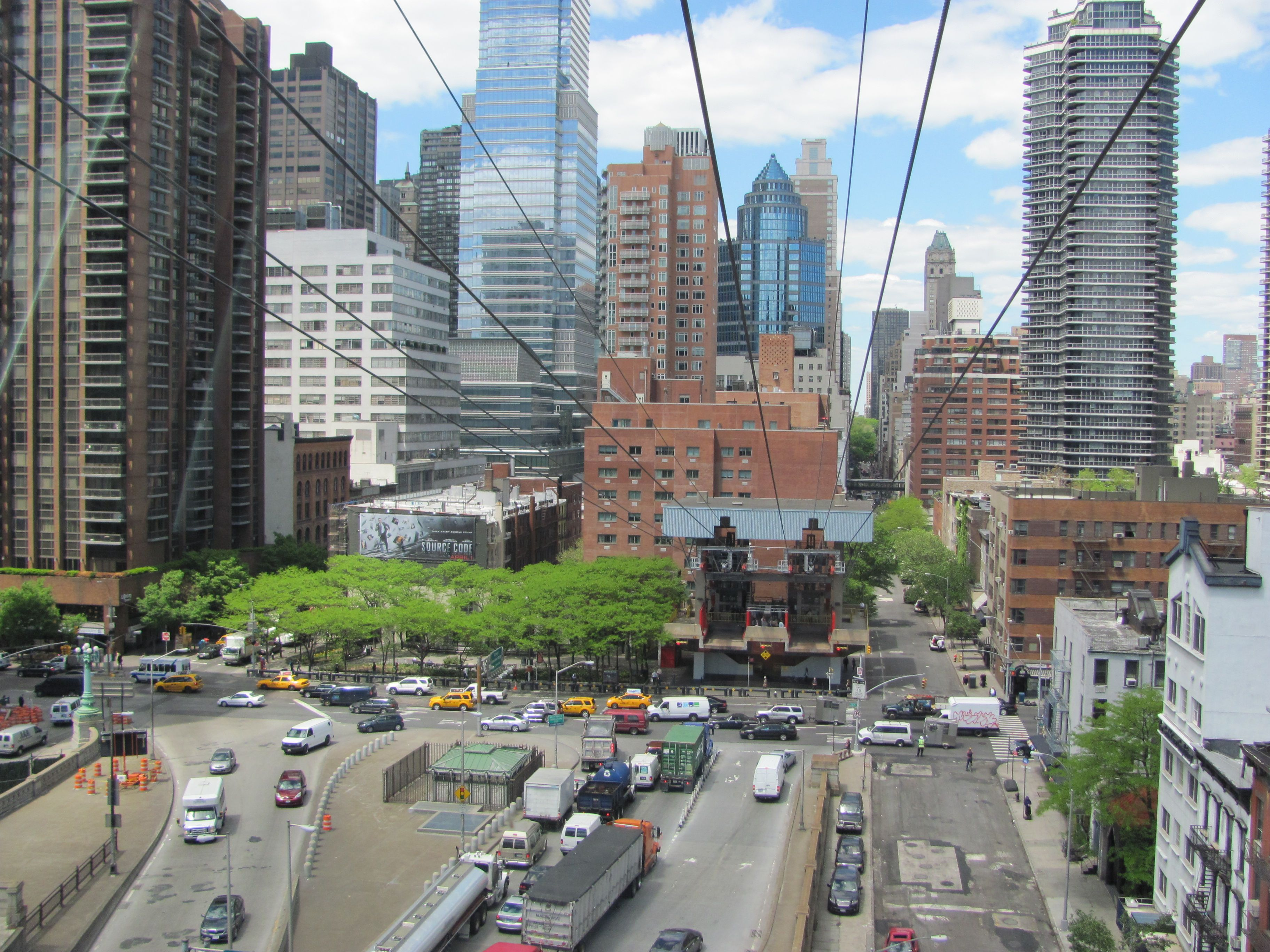
Station Upper East Side
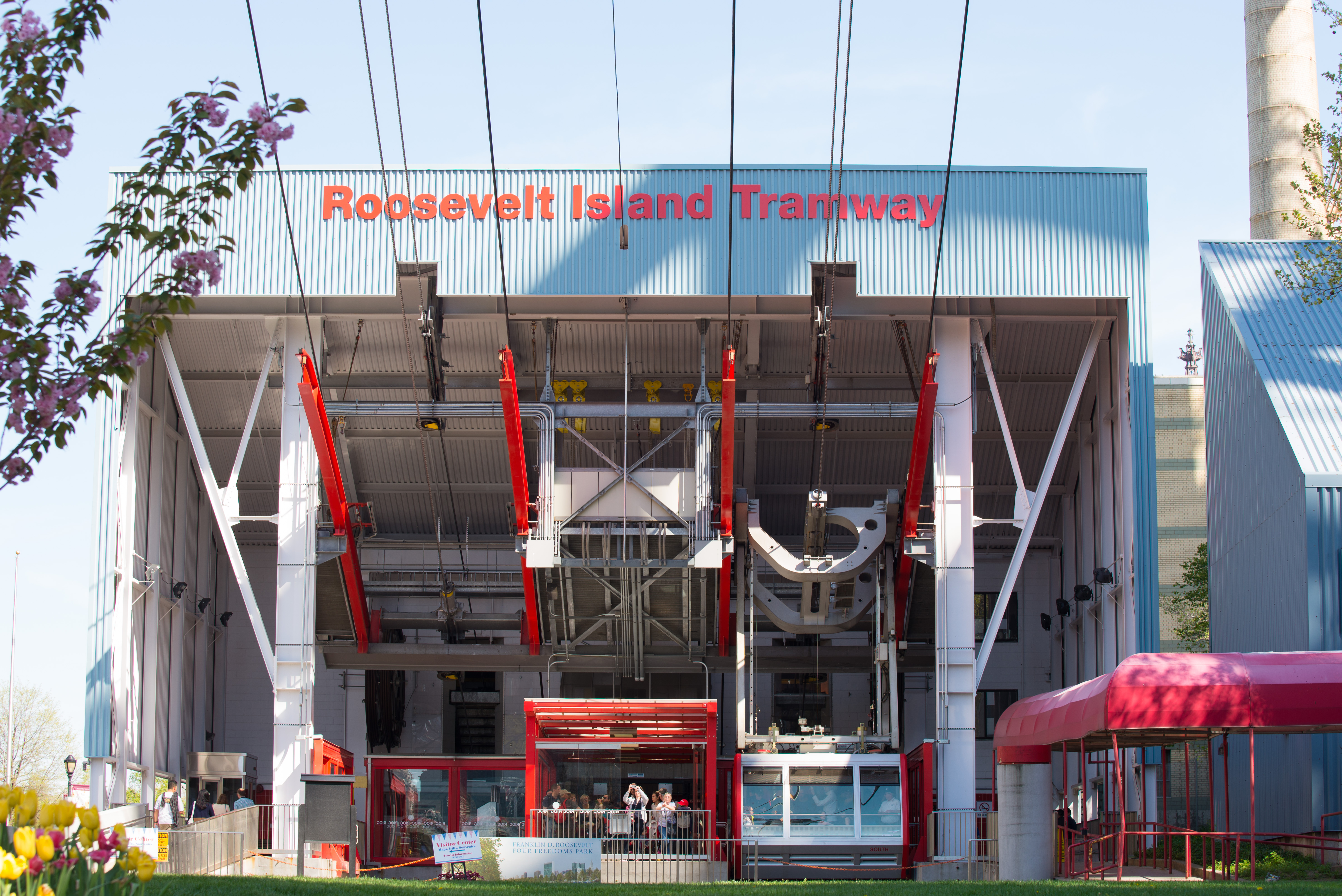
Station Roosevelt Island